# Rallye de l'Acropole 1982
Le Rallye de l'Acropole 1982 (29e Rallye Acropolis), disputé du 31 mai 1982 au 3 juin 1982, est la cent-cinquième  manche du championnat du monde des rallyes (WRC) courue depuis 1973, et la sixième manche du championnat du monde des rallyes 1982.

## Contexte avant la course

### Le championnat du monde

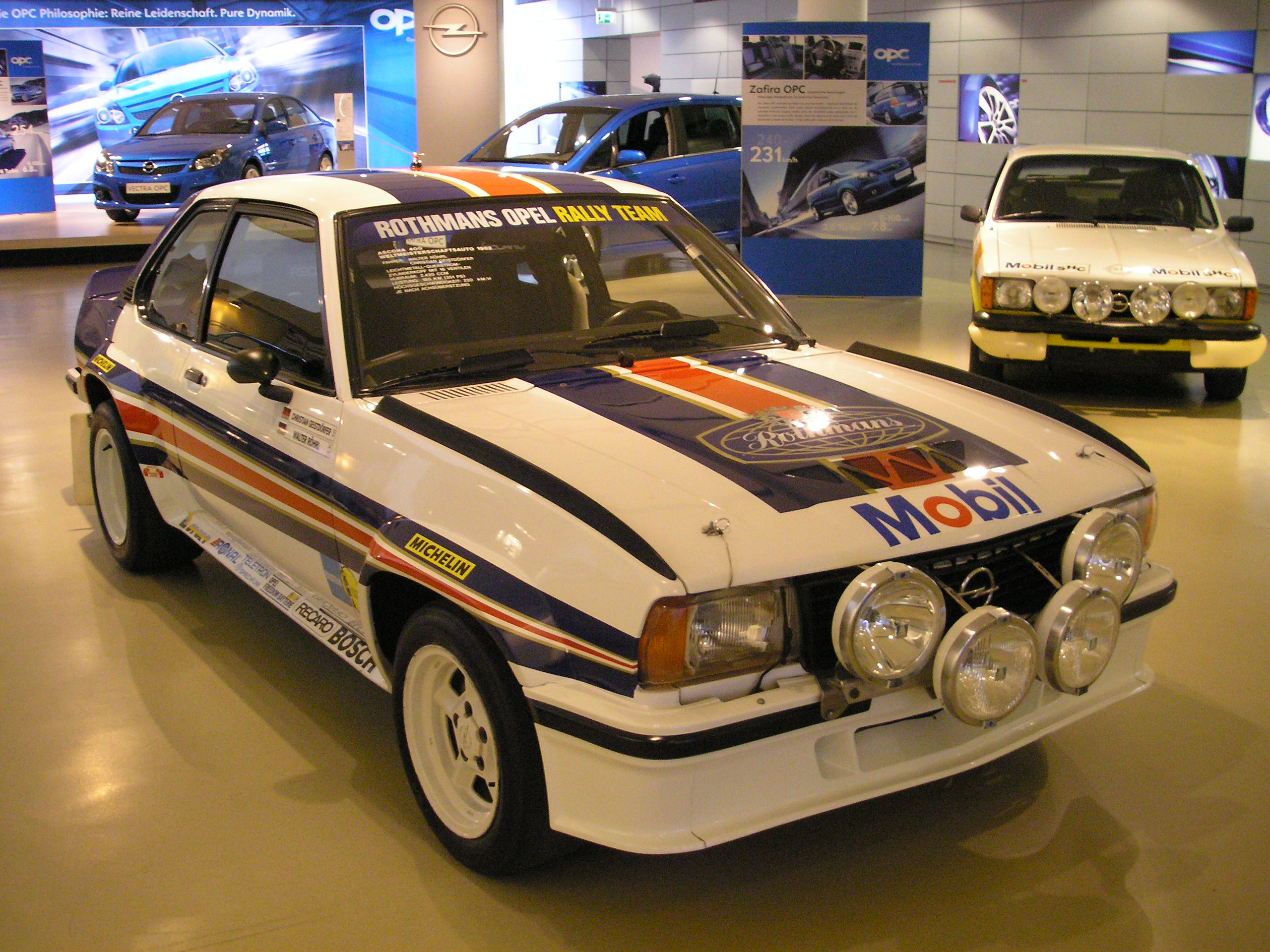
L'Opel Ascona 400 groupe 4 de Walter Röhrl. Le pilote allemand est bien placé pour remporter un second titre mondial.

Ayant succédé en 1973 au championnat international des marques (en vigueur de 1970 à 1972), le championnat du monde des rallyes se dispute sur un maximum de treize manches, comprenant les plus célèbres épreuves routières internationales, telles le Rallye Monte-Carlo, le Safari ou le RAC Rally. Depuis 1979, le championnat des constructeurs a été doublé d'un championnat pilotes, ce dernier remplaçant l'éphémère Coupe des conducteurs, organisée à seulement deux reprises en 1977 et 1978. Si le calendrier 1982 intègre treize manches pour l'attribution du titre de champion du monde des pilotes, seules onze d'entre elles sont sélectives pour le championnat des marques, le Rallye de Suède et le Rallye de Côte d'Ivoire en étant exclus.
1982 marque l'introduction de la nouvelle réglementation en matière d’homologation des voitures de rallye, avec les catégories suivantes :
- Groupe N : voitures de grande production de série, ayant au minimum quatre places, fabriquées à au moins 5000 exemplaires en douze mois consécutifs ; modifications très limitées par rapport au modèle de série (bougies, amortisseurs).
- Groupe A : voitures de tourisme de grande production, fabriquées à au moins 5000 exemplaires en douze mois consécutifs, avec possibilité de modifications des pièces d'origine ; poids minimum fonction de la cylindrée.
- Groupe B : voitures de grand tourisme, fabriquées à au moins 200 exemplaires en douze mois consécutifs, avec possibilité de modifications des pièces d'origine (extension d'homologation portant sur 10% de la production). Les élargisseurs d'aile rapportés sont interdits[3].

Le retard pris par les constructeurs dans le développement de leurs nouveaux modèles a incité la FISA à prolonger d'un an l'homologation des voitures des groupes 2 et 4, avec lesquelles se joueront les titres constructeurs et pilotes. Deux marques visent le titre cette saison : Audi, qui s'appuie sur sa redoutable Audi Quattro à transmission intégrale, et Opel avec son Ascona 400, a priori moins efficace sur terrain glissant mais bénéficiant d'une remarquable fiabilité. Après quatre manches, Opel et Audi comptent une victoire chacune, Walter Röhrl ayant remporté le Rallye Monte-Carlo avec l'Ascona et Michèle Mouton le Rallye du Portugal avec la Quattro. Audi a en outre remporté le Rallye de Suède grâce à Stig Blomqvist, mais cette épreuve ne compte que pour le classement des pilotes. Les deux autres manches ayant été remportées par des constructeurs ne visant pas de titre mondial, les championnats sont loin d'être joués, Opel comptant toutefois dix-huit points d'avance sur Audi grâce aux nombreuses places d'honneur acquises par Röhrl. Au classement des conducteurs, ce dernier possède une avance de vingt-cinq points sur Michèle Mouton, qui semble désormais la seule à pouvoir empêcher le pilote allemand de conquérir un second titre après les nombreux incidents de course rencontrés par Hannu Mikkola, pilote numéro un d'Audi, qui faisait figure de favori en début de saison.

### L'épreuve
Depuis sa création en 1953, le Rallye de l'Acropole est l'un des plus difficiles rallyes européens, empruntant un réseau de pistes mettant à mal pneumatiques, suspensions et transmission des voitures. Il est également très éprouvant pour les équipages, exigeant tant sur le plan du pilotage que de la navigation. Aussi le taux d'abandons y est-il très élevé, les trois quarts des engagés n'atteignant généralement pas l'arrivée. Très robustes, les Ford Escort s'y sont imposées quatre fois au cours des cinq dernières années, Ari Vatanen ayant remporté la victoire lors des deux dernières éditions.

## Le parcours
- départ : 31 mai 1982 d'Athènes
- arrivée : 3 juin 1982 à Athènes

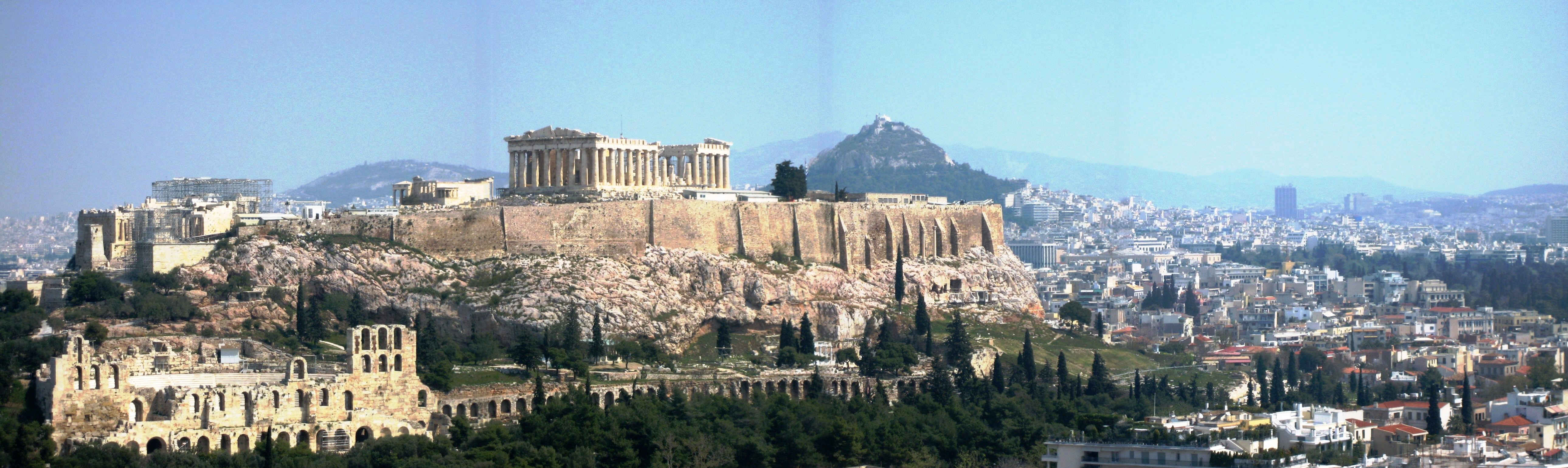
L'Acropole, cadre grandiose pour le départ du rallye.

- distance : 2582,3 km, dont 967,5 km sur 55 épreuves spéciales (57 épreuves initialement prévues, pour un total de 1004,6 km chronométrés)
- surface : asphalte (46 km chronométrés) et terre (921,5 km chronométrés)
- Parcours divisé en quatre sections, sur deux étapes[5]

### Première étape
- Athènes - Kalambaka - Lagonissi, du 31 mai au 1er juin
- 1547,8 km dont 607,5 sur 33 épreuves spéciales (34 épreuves initialement prévues, pour un total de 617,5 km chronométrés)

#### Première section
- Athènes - Kalambaka, le 31 mai
- 787,4 km dont 328,4 sur 17 épreuves spéciales (18 épreuves initialement prévues, pour un total de 338,4 km chronométrés)

#### Deuxième section
- Kalambaka - Lagonissi, le 1er juin
- 760,4 km dont 279,1 sur 16 épreuves spéciales

### Deuxième étape
- Lagonissi - Gýthio - Athènes, du 2 au 3 juin
- 1034,5 km dont 360 sur 22 épreuves spéciales (23 épreuves initialement prévues, pour un total de 387 km chronométrés)

#### Troisième section
- Lagonissi - Gýthio, le 2 juin
- 610 km dont 165,3 km sur 13 épreuves spéciales (14 épreuves initialement prévues, pour un total de 192,3 km chronométrés)

#### Quatrième section
- Gýthio - Athènes, le 3 juin
- 424,5 km dont 194,7 km sur 9 épreuves spéciales

## Les forces en présence
- Audi

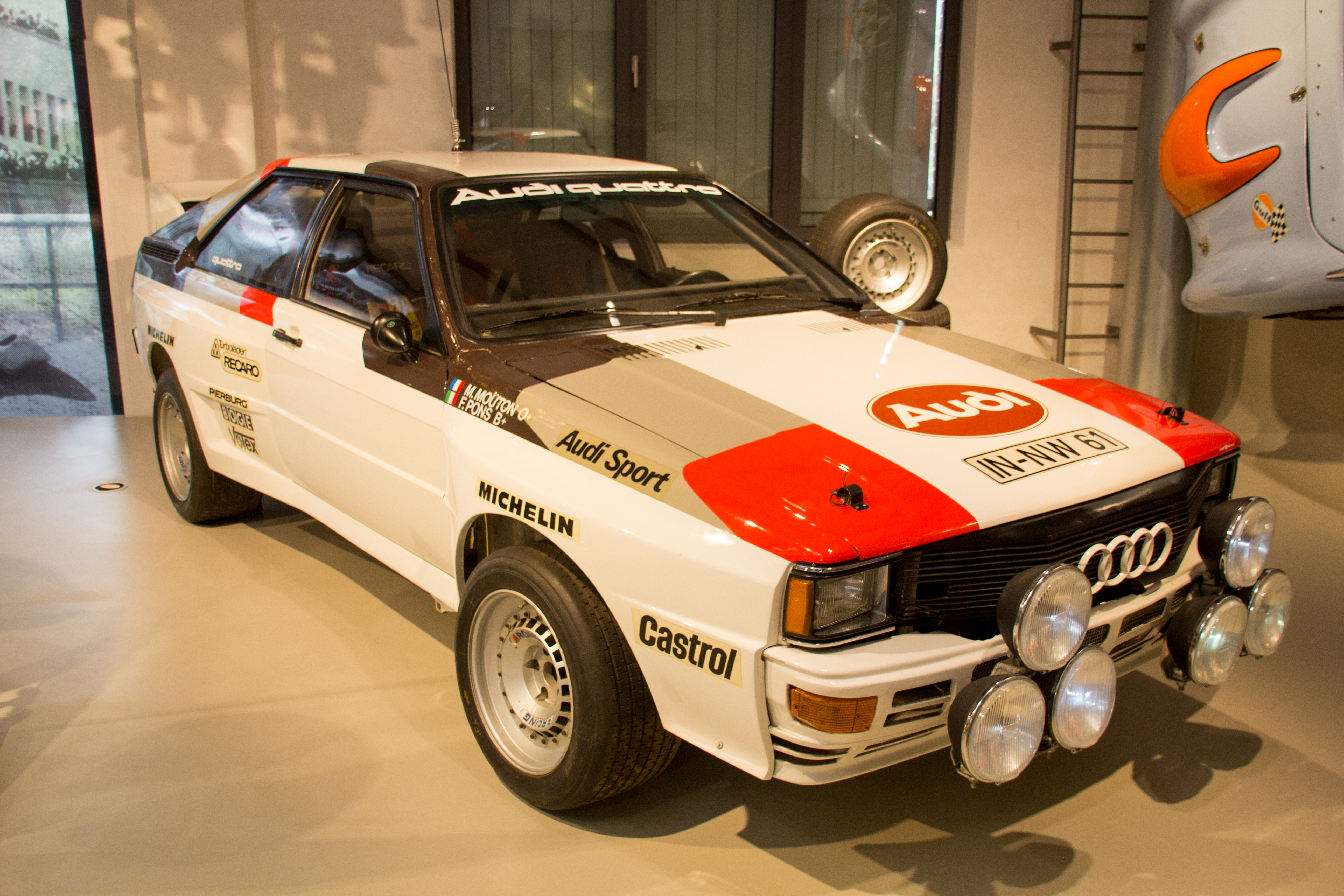
L'Audi Quattro groupe 4, seul modèle à transmission intégrale du plateau.

L'usine engage quatre Quattro groupe 4, confiés à Hannu Mikkola, Michèle Mouton, Franz Wittmann et Michele Cinotto. Ces coupés à transmission intégrale permanente pèsent 1180 kg ; ils sont équipés d'un moteur cinq cylindres à injection directe, suralimenté  par un turbo-compresseur KKK, d'une puissance de 330 chevaux. Mikkola, Mouton et Wittmann utilisent des pneus Kléber, Cinotto des Pirelli.
- Opel

Sous les couleurs Rothmans, la filiale allemande de General Motors aligne trois Ascona 400 groupe 4 pour Walter Röhrl, Henri Toivonen et Jimmy McRae, ce dernier disposant d'un modèle à conduite à droite. En configuration terre, ces voitures à transmission classique accusent 1050 kg sur la balance. Leur moteur quatre cylindres de 2420 cm3, développé chez Cosworth, est alimenté par deux carburateurs double-corps et développe 255 chevaux. Les Opel officielles sont équipées de pneus Michelin.
- Nissan

Le constructeur japonais est présent en force avec trois récents coupés Violet GTS groupe 4 (avec carrosserie de Nissan Silvia) pour Timo Salonen, Tony Pond et le pilote local Iórgis Moschous, et une berline Violet GT groupe 4 pour Shekhar Mehta, ce dernier ayant insisté pour courir avec l'ancien modèle, qu'il juge plus maniable et plus confortable. Les quatre voitures font appel au moteur deux litres seize soupapes, en version 240 chevaux pour Salonen et en version 225 chevaux pour les trois autres pilotes. On note également la présence d'une Silvia groupe 2 semi-officielle aux mains de Yoshio Iwashita. Parmi les privés, on note la présence de Michális Moschous sur une Violet 160J groupe 2. Les Nissan utilisent des pneus Dunlop.
- Lancia

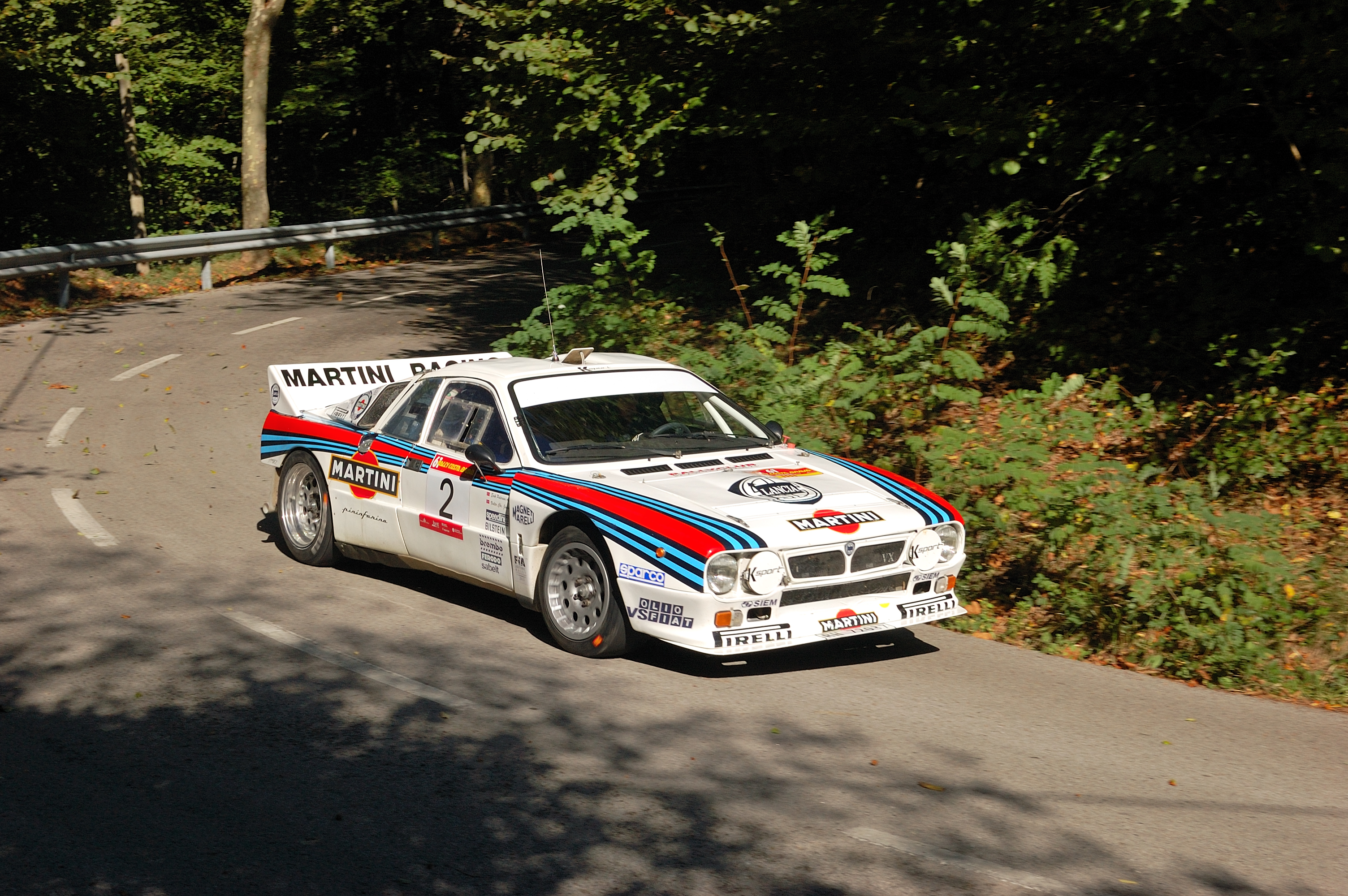
Une Lancia Rally 037 lors d'une manifestation historique.

Deuxième apparition en championnat pour les Lancia Rally 037 groupe B, après le Tour de Corse où Attilio Bettega avait été victime d'un grave accident. Le pilote italien, non remis de ses blessures, est remplacé par son compatriote Adartico Vudafieri. Copilote habituel de Bettega, Maurizio Perissinot s'en était tiré avec un bras cassé et c'est avec plâtré qu'il navigue Vudafieri ! L'autre 037 est aux mains de Markku Alén. Ces voitures d'environ une tonne sont dotées d'un moteur à quatre cylindres de deux litres de cylindrée monté en position centrale arrière, alimenté par carburateurs et équipé d'un compresseur volumétrique, développant 260 chevaux. Elles sont chaussées de pneus Pirelli.
- Citroën

Quatorze équipages participent au trophée Citroën-Total sur des Visa groupe B (700 kg, 1219 cm3, 100 chevaux, pneus Michelin). Christian Dorche et Alain Coppier sont les pilotes les plus en vue de ce trophée.
- Fiat

L'équipe «Tre Gazelle» engage deux anciennes Fiat 131 Abarth groupe 4 pour Pavlos Moschoutis et Tony Carello, ce dernier effectuant son retour en compétition après trois ans d'absence.

## Déroulement de la course

### Première étape

#### Première section: Athènes - Kalambaka
Les 136 équipages s'élancent d'Athènes le lundi matin, par un temps pluvieux. Le premier secteur chronométré se déroule sur parcours mixte, dix kilomètres d'asphalte précédant une très longue partie boueuse. Dans ces conditions, les Audi à traction intégrale partent favorites, mais seul Hannu Mikkola en tire le meilleur parti, alors que ses coéquipiers sont ralentis par de petits soucis : problème de turbo pour Michèle Mouton, crevaison pour Michele Cinotto ainsi que pour Franz Wittmann. Le pilote finlandais relègue d'emblée son premier poursuivant, Henri Toivonen sur Opel, à plus de quinze secondes, tandis que Markku Alén, troisième sur sa Lancia, compte déjà une demi-minute de retard. Mikkola ne profite cependant pas longtemps de son avance, une fixation d'amortisseur cédant dans la deuxième épreuve spéciale, entraînant peu après la casse d'une rotule de suspension et l'abandon de la voiture de tête au contrôle horaire suivant. Son compatriote Alén s'empare alors du commandement, devant les Opel de Toivonen et Walter Röhrl. Alén continue à attaquer et accroît son avance progressivement son avance sur ses poursuivants mais dans le secteur de liaison menant à la sixième épreuve spéciale il perd un boulon de suspension de sa Lancia ; après réparation, il ne peut pointer dans le temps imparti et écope de trois minutes et demie de pénalisation, rétrogradant à la septième place. Toivonen prend alors la tête du rallye, devant Michèle Mouton qui, enfin débarrassée de ses soucis de turbo, est rapidement remontée dans le haut de la hiérarchie. Elle enchaîne alors les meilleurs temps et s'installe en tête de la course, tandis que son coéquipier Wittmann effectue une belle remontée et s'empare de la troisième place au détriment de Röhrl. Au cours de l'après-midi, Mouton creuse encore l'écart sur ses poursuivants, portant son avance sur Toivonen à plus d'une minute. Alén était remonté en sixième position avant qu'un problème de boîte de vitesses ne lui coûte huit minutes et le fasse rétrograder au classement, tandis que Röhrl a repris la troisième place à Wittmann. Handicapée par des phares mal réglés, Michèle Mouton va perdre une bonne partie de son avance dans les derniers tronçons chronométrés ; elle rallie Kalambaka en tête, mais Toivonen est revenu à seulement vingt-quatre secondes de l'Audi de tête et Röhrl à un peu plus d'une minute. Très performant dans les dernières spéciales, Timo Salonen est remonté à la quatrième place, sa Nissan précédant l'Audi de Wittmann et l'Opel de Jimmy McRae. Septième, Alén compte désormais près d'un quart d'heure de retard et les problèmes de fiabilité de sa Lancia lui ont fait perdre tout espoir de bien figurer. Son coéquipier Adartico Vudafieri a renoncé en cours de journée, compresseur hors d'usage. Les difficultés du parcours ont entraîné le retrait d'une soixantaine de voitures, dont l'Audi de Cinotto (alternateur) et la Nissan de Tony Pond (suspension et direction hors d'usage après avoir heurté un rocher). 

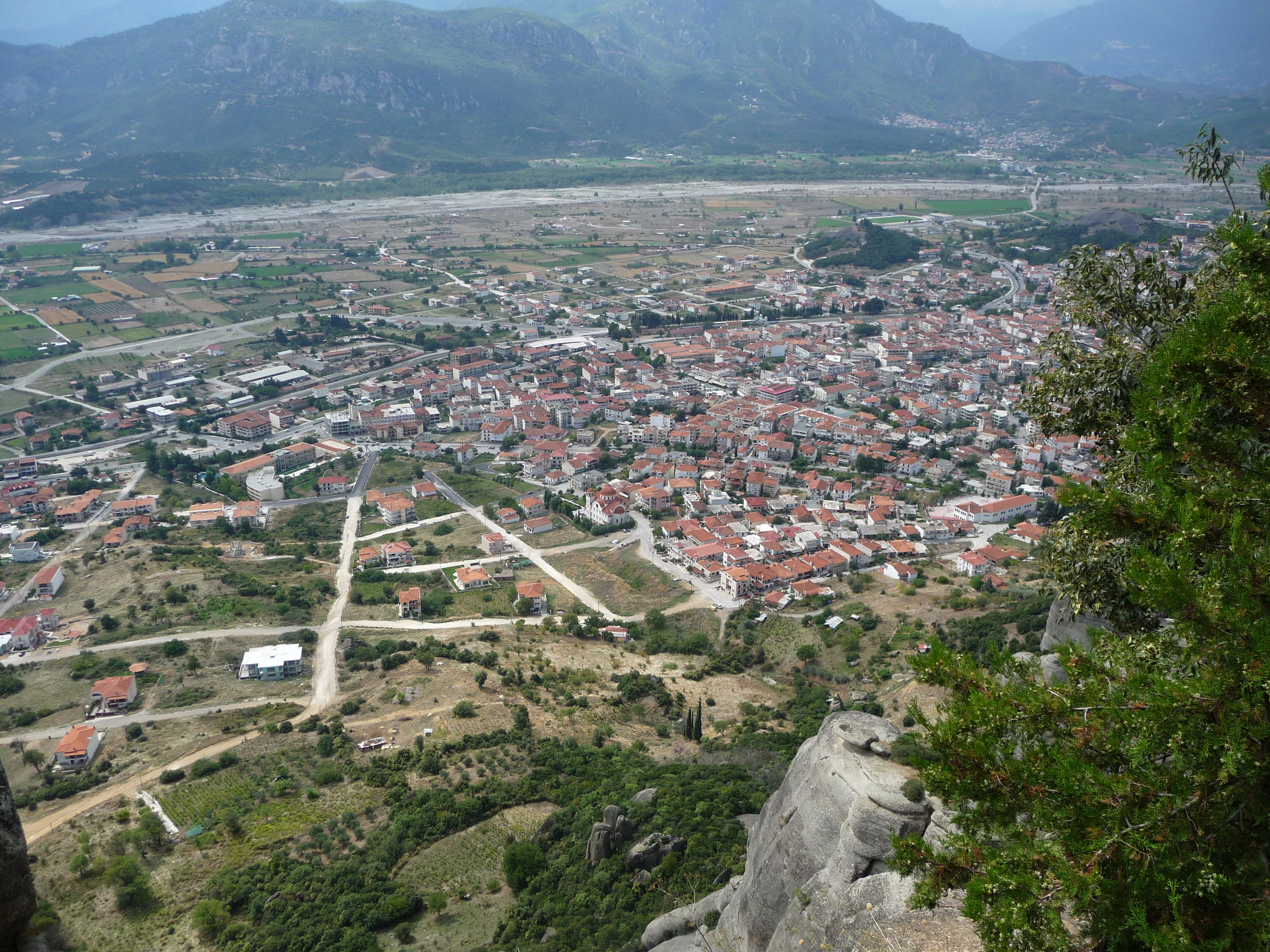
Kalambaka, en Thessalie, terme de la première section.

| Pos. | Pilote            | Copilote                | Voiture               | Groupe | Temps           | Écart         |
| ---- | ----------------- | ----------------------- | --------------------- | ------ | --------------- | ------------- |
| 1    | Michèle Mouton    | Fabrizia Pons           | Audi Quattro          | 4      | 4 h 06 min 48 s |               |
| 2    | Henri Toivonen    | Fred Gallagher          | Opel Ascona 400       | 4      | 4 h 07 min 12 s | + 24 s        |
| 3    | Walter Röhrl      | Christian Geistdörfer   | Opel Ascona 400       | 4      | 4 h 07 min 54 s | + 1 min 06 s  |
| 4    | Timo Salonen      | Seppo Harjanne          | Nissan Violet GTS     | 4      | 4 h 10 min 33 s | + 3 min 45 s  |
| 5    | Franz Wittmann    | Peter Diekmann          | Audi Quattro          | 4      | 4 h 11 min 10 s | + 4 min 22 s  |
| 6    | Jimmy McRae       | Ian Grindrod            | Opel Ascona 400       | 4      | 4 h 17 min 48 s | + 11 min 00 s |
| 7    | Markku Alén       | Ilkka Kivimäki          | Lancia Rally 037      | B      | 4 h 20 min 28 s | + 13 min 40 s |
| 8    | Shekhar Mehta     | Yvonne Mehta            | Nissan Violet GT      | 4      | 4 h 22 min 51 s | + 16 min 03 s |
| 9    | Iórgis Moschous   | Alexandros Konstantakos | Nissan Violet GTS     | 4      | 4 h 27 min 15 s | + 20 min 27 s |
| 10   | Pavlos Moschoutis | « Silef »               | Fiat 131 Abarth       | 4      | 4 h 35 min 04 s | + 28 min 16 s |
| 11   | Klaus Fritzinger  | Werner Hohenadel        | Toyota Celica 2000 GT | 4      | 4 h 46 min 09 s | + 39 min 21 s |
| 12   | 'Leonidas'        | Sokrátis Kokkinis       | Renault 5 Turbo       | 4      | 4 h 46 min 58 s | + 40 min 10 s |

#### Deuxième section: Kalambaka - Lagonissi
Les équipages restant en course repartent de Kalambaka le mardi matin, en direction d'Athènes. Michèle Mouton continue à attaquer et creuse d'autant plus rapidement l'écart sur Toivonen que ce dernier est gêné par des problèmes de transmission, le pont arrière, bien que déjà remplacé une fois la veille, prenant du jeu. Son avance est bientôt supérieure à la minute. Elle enfonce le clou dans l'épreuve spéciale de Loutropigi, où elle prend plus d'une seconde au kilomètre à ses premiers poursuivants, alors que Toivonen a dû ralentir pour ne pas casser sa transmission, perdant plus de six minutes dans ce secteur, avant de concéder dix minutes de pénalités après remplacement du pont arrière. Röhrl relaie son coéquipier à la seconde place, mais à plus de trois minutes de l'Audi de tête. Salonen et Wittmann sont tous deux troisièmes, deux minutes minutes plus loin. L'écart entre les deux premiers passe bientôt à plus de cinq minutes, Mouton poursuivant son effort alors que Röhrl préfère jouer la prudence et ménager la transmission de son Opel. Sauf incident, la victoire semble déjà jouée pour la Française qui rallie Lagonissi avec un avantage supérieur à six minutes sur le pilote allemand. La fin d'étape se révèle particulièrement meurtrière pour les voitures, avec les abandons successifs de Salonen (différentiel), de Wittmann (hors délai après un bris de direction) et d'Alén (qui a accumulé trop de retard après une série d'incidents). McRae accède ainsi à la troisième place, devant Toivonen, bien revenu, et Shekhar Mehta qui effectue une course très régulière au volant de sa Nissan. Il ne reste plus que quarante-six équipages en course.
| Pos. | Pilote            | Copilote                | Voiture            | Groupe | Temps           | Écart             |
| ---- | ----------------- | ----------------------- | ------------------ | ------ | --------------- | ----------------- |
| 1    | Michèle Mouton    | Fabrizia Pons           | Audi Quattro       | 4      | 7 h 48 min 17 s |                   |
| 2    | Walter Röhrl      | Christian Geistdörfer   | Opel Ascona 400    | 4      | 7 h 54 min 42 s | + 6 min 25 s      |
| 3    | Jimmy McRae       | Ian Grindrod            | Opel Ascona 400    | 4      | 8 h 04 min 48 s | + 16 min 31 s     |
| 4    | Henri Toivonen    | Fred Gallagher          | Opel Ascona 400    | 4      | 8 h 04 min 56 s | + 16 min 39 s     |
| 5    | Shekhar Mehta     | Yvonne Mehta            | Nissan Violet GT   | 4      | 8 h 15 min 14 s | + 26 min 57 s     |
| 6    | Iórgis Moschous   | Alexandros Konstantakos | Nissan Violet GTS  | 4      | 8 h 25 min 01 s | + 36 min 44 s     |
| 7    | Pavlos Moschoutis | « Silef »               | Fiat 131 Abarth    | 4      | 8 h 47 min 06 s | + 58 min 49 s     |
| 8    | 'Leonidas'        | Sokrátis Kokkinis       | Renault 5 Turbo    | 4      | 8 h 54 min 35 s | + 1 h 06 min 18 s |
| 9    | Yoshio Iwashita   | Yoshimasa Nakahara      | Nissan Silvia      | 2      | 9 h 06 min 37 s | + 1 h 18 min 20 s |
| 10   | Michális Moschous | Apostolos Pallas        | Nissan Violet 160J | 4      | 9 h 25 min 13 s | + 1 h 36 min 56 s |

### Deuxième étape

#### Troisième section: Lagonissi - Gýthio
Les concurrents repartent de Lagonissi le mercredi, pour une boucle dans la région du Péloponnèse. Largement en tête, Michèle Mouton adopte un rythme plus tranquille que la veille. Malgré cela, elle se montre encore régulièrement la plus rapide, ses adversaires ayant décidé d'assurer leurs positions. Toivonen a débordé son coéquipier McRae pour le gain de la troisième place. Les positions semblent alors acquises mais un court-circuit va coûter douze minutes à McRae qui se fait dépasser par Mehta. Aucun autre incident n'est à signaler parmi les pilotes de premier plan et Mouton termine cette journée monotone avec désormais dix minutes d'avance sur Röhrl et plus de dix-huit sur Toivonen. Trente-huit équipages sont encore en course.

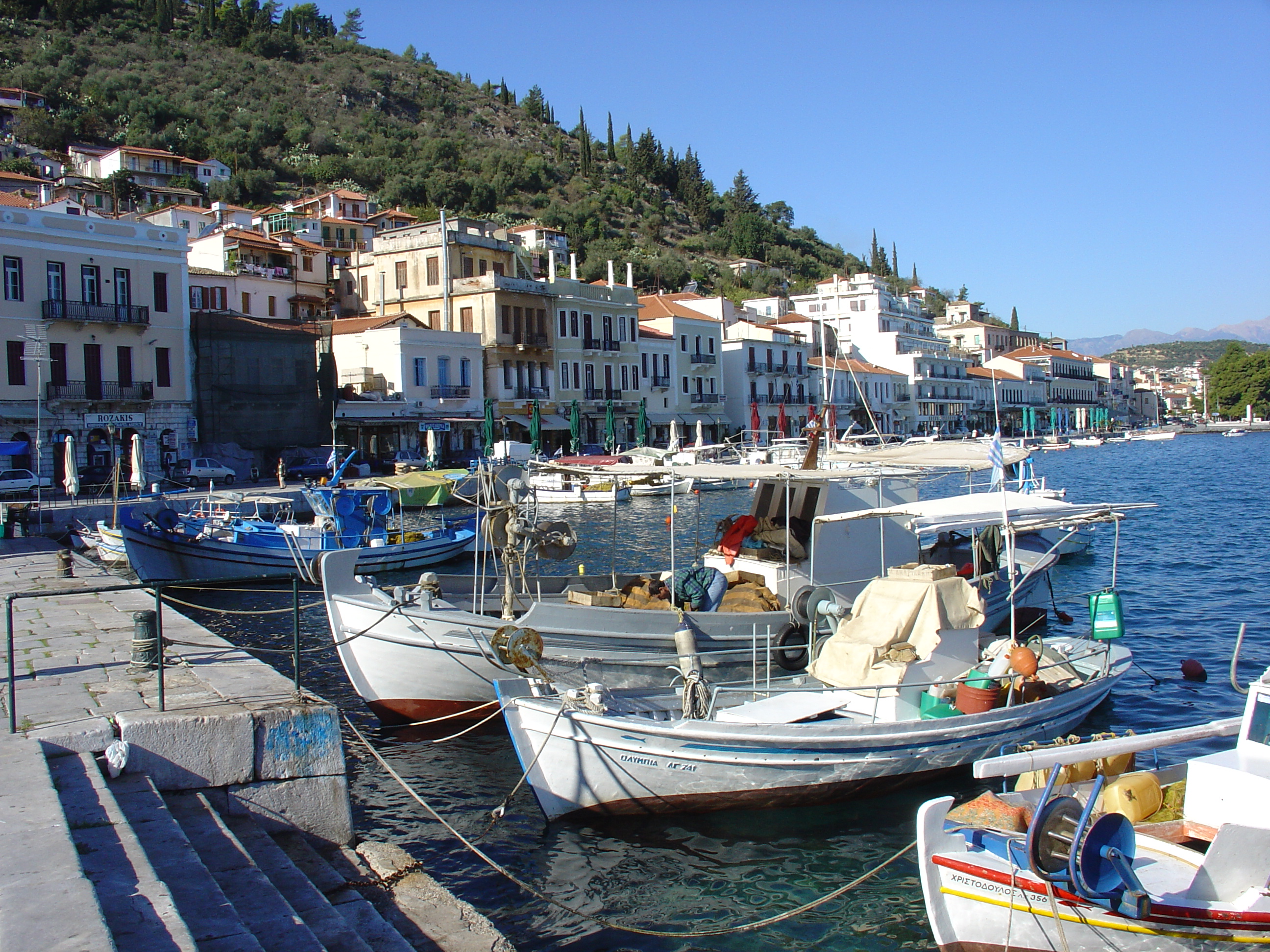
Gýthio, petite ville du Péloponnèse, au cœur de la deuxième étape.

| Pos. | Pilote                  | Copilote                | Voiture           | Groupe | Temps            | Écart             |
| ---- | ----------------------- | ----------------------- | ----------------- | ------ | ---------------- | ----------------- |
| 1    | Michèle Mouton          | Fabrizia Pons           | Audi Quattro      | 4      | 10 h 06 min 42 s |                   |
| 2    | Walter Röhrl            | Christian Geistdörfer   | Opel Ascona 400   | 4      | 10 h 16 min 44 s | + 10 min 02 s     |
| 3    | Henri Toivonen          | Fred Gallagher          | Opel Ascona 400   | 4      | 10 h 25 min 17 s | + 18 min 35 s     |
| 4    | Shekhar Mehta           | Yvonne Mehta            | Nissan Violet GT  | 4      | 10 h 38 min 01 s | + 31 min 19 s     |
| 5    | Jimmy McRae             | Ian Grindrod            | Opel Ascona 400   | 4      | 10 h 40 min 58 s | + 34 min 16 s     |
| 6    | Iórgis Moschous         | Alexandros Konstantakos | Nissan Violet GTS | 4      | 10 h 47 min 13 s | + 40 min 31 s     |
| 7    | Pavlos Moschoutis       | « Silef »               | Fiat 131 Abarth   | 4      | 11 h 19 min 09 s | + 1 h 12 min 27 s |
| 8    | 'Leonidas'              | Sokrátis Kokkinis       | Renault 5 Turbo   | 4      | 11 h 30 min 26 s | + 1 h 23 min 44 s |
| 9    | Yoshio Iwashita         | Yoshimasa Nakahara      | Nissan Silvia     | 2      | 11 h 44 min 55 s | + 1 h 38 min 13 s |
| 10   | Manolis Panagiotopoulos | Loris Varotsis          | Toyota Starlet    | 2      | 12 h 39 min 08 s | + 2 h 32 min 26 s |

#### Quatrième section: Gýthio - Athènes
Le retour sur Athènes s'effectue sans incident notable, hormis un nouveau court-circuit sur l'Opel de McRae, le pilote écossais perdant la cinquième place au cours de la dernière épreuve spéciale au profit de Iórgis Moschous (Nissan). Michèle Mouton remporte sa seconde victoire de la saison devant les Opel de Röhrl (qui conserve la tête du championnat) et de Toivonen et la Nissan de Mehta.

### Classements intermédiaires
Classements intermédiaires des pilotes après chaque épreuve spéciale

### Classement général

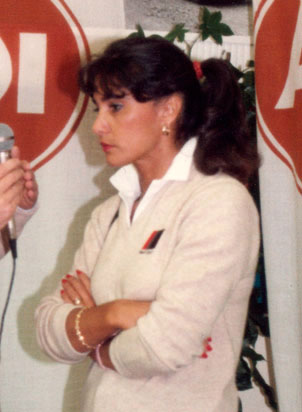
Seconde victoire de la saison pour Michèle Mouton.

| Pos | No | Pilote             | Copilote                | Voiture            | Temps            | Écart             | Groupe |
| --- | -- | ------------------ | ----------------------- | ------------------ | ---------------- | ----------------- | ------ |
| 1   | 9  | Michèle Mouton     | Fabrizia Pons           | Audi Quattro       | 12 h 54 min 44 s |                   | 4      |
| 2   | 1  | Walter Röhrl       | Christian Geistdörfer   | Opel Ascona 400    | 13 h 08 min 23 s | + 13 min 39 s     | 4      |
| 3   | 6  | Henri Toivonen     | Fred Gallagher          | Opel Ascona 400    | 13 h 17 min 21 s | + 22 min 37 s     | 4      |
| 4   | 12 | Shekhar Mehta      | Yvonne Mehta            | Nissan Violet GT   | 13 h 27 min 28 s | + 32 min 44 s     | 4      |
| 5   | 16 | Iórgis Moschous    | Alexandros Konstantakos | Nissan Violet GTS  | 13 h 36 min 44 s | + 42 min 00 s     | 4      |
| 6   | 10 | Jimmy McRae        | Ian Grindrod            | Opel Ascona 400    | 13 h 40 min 16 s | + 45 min 32 s     | 4      |
| 7   | 20 | Pavlos Moschoutis  | « Silef »               | Fiat 131 Abarth    | 14 h 21 min 48 s | + 1 h 27 min 04 s | 4      |
| 8   | 17 | 'Leonidas'         | Sokrátis Kokkinis       | Renault 5 Turbo    | 14 h 37 min 28 s | + 1 h 42 min 44 s | 4      |
| 9   | 67 | Anastasios Gemenis | Ioánnis Kepetzis        | Nissan Violet 160J | 16 h 06 min 10 s | + 3 h 11 min 26 s | 2      |
| 10  | 68 | Fritz Heisler      | Walter Blieberger       | Ford Escort RS1800 | 16 h 10 min 04 s | + 3 h 15 min 20 s | 2      |

### Équipages de tête
- ES1 :  Hannu Mikkola -  Arne Hertz (Audi Quattro)
- ES2 à ES5 :  Markku Alén -  Ilkka Kivimäki (Lancia Rally 037)
- ES6 :  Henri Toivonen -  Fred Gallagher (Opel Ascona 400)
- ES7 à ES57 :  Michèle Mouton -  Fabrizia Pons (Audi Quattro)

### Vainqueurs d'épreuves spéciales
- Michèle Mouton -  Fabrizia Pons (Audi Quattro) : 26 spéciales (ES 5 à 9, 11, 13, 14, 16, 19, 21 à 23, 25, 35, 36, 39, 44 à 46, 48, 49, 51, 52, 54, 57)
- Henri Toivonen -  Fred Gallagher (Opel Ascona 400) : 11 spéciales (ES 15, 17, 26, 28 à 33, 42, 55)
- Walter Röhrl -  Christian Geistdörfer (Opel Ascona 400) : 6 spéciales (ES 8, 12, 18, 34, 37, 43)
- Franz Wittmann -  Peter Diekmann (Audi Quattro) : 4 spéciales (ES 3, 21, 24, 27)
- Jimmy McRae -  Ian Grindrod (Opel Ascona 400) : 4 spéciales (ES 40, 41, 47, 50)
- Markku Alén -  Ilkka Kivimäki (Lancia Rally 037) : 3 spéciales (ES 2, 19, 20)
- Shekhar Mehta -  Yvonne Mehta (Nissan Violet GT) : 3 spéciales (ES 51, 53, 56)
- Michele Cinotto -  Emilio Radaelli (Audi Quattro) : 2 spéciales (ES 4, 8)
- Hannu Mikkola -  Arne Hertz (Audi Quattro)) : 1 spéciale (ES 1)

## Résultats des principaux engagés
| No | Pilote                  | Copilote                | Voiture               | Groupe | Classement général                                                | Class. groupe |
| -- | ----------------------- | ----------------------- | --------------------- | ------ | ----------------------------------------------------------------- | ------------- |
| 1  | Walter Röhrl            | Christian Geistdörfer   | Opel Ascona 400       | 4      | 2e à 13 min 39 s                                                  | 2e            |
| 2  | Markku Alén             | Ilkka Kivimäki          | Lancia Rally 037      | B      | ab. après la 34e spéciale (hors délai)                            | -             |
| 3  | Hannu Mikkola           | Arne Hertz              | Audi Quattro          | 4      | ab. après la 2e spéciale (rotule de suspension)                   | -             |
| 4  | Timo Salonen            | Seppo Harjanne          | Nissan Violet GTS     | 4      | ab. dans la 33e spéciale (différentiel)                           | -             |
| 5  | Attilio Bettega         | Maurizio Perissinot     | Lancia Rally 037      | B      | Forfait                                                           |               |
| 6  | Henri Toivonen          | Fred Gallagher          | Opel Ascona 400       | 4      | 3e à 22 min 37 s                                                  | 3e            |
| 7  | Tony Pond               | Terry Harryman          | Nissan Violet GTS     | 4      | ab. dans la 9e spéciale (touchette)                               | -             |
| 8  | Adartico Vudafieri      | Maurizio Perissinot     | Lancia Rally 037      | B      | ab. après la 5e spéciale (compresseur)                            | -             |
| 9  | Michèle Mouton          | Fabrizia Pons           | Audi Quattro          | 4      | 1er                                                               | 1er           |
| 10 | Jimmy McRae             | Ian Grindrod            | Opel Ascona 400       | 4      | 6e à 45 min 32 s                                                  | 6e            |
| 11 | Franz Wittmann          | Peter Diekmann          | Audi Quattro          | 4      | ab. après la 33e spéciale (hors délai)                            | -             |
| 12 | Shekhar Mehta           | Yvonne Mehta            | Nissan Violet GT      | 4      | 4e à 32 min 44 s                                                  | 4e            |
| 15 | Michele Cinotto         | Emilio Radaelli         | Audi Quattro          | 4      | ab. dans la 9e spéciale (alternateur)                             | -             |
| 16 | Iórgis Moschous         | Alexandros Konstantakos | Nissan Violet GTS     | 4      | 5e à 42 min 00 s                                                  | 5e            |
| 17 | 'Leonidas'              | Sokrátis Kokkinis       | Renault 5 Turbo       | 4      | 8e à 1 h 42 min 44 s                                              | 8e            |
| 18 | Klaus Fritzinger        | Werner Hohenadel        | Toyota Celica 2000 GT | 4      | ab. dans la 24e spéciale (sortie de route)                        | -             |
| 19 | Alain Coppier           | Josépha Laloz           | Citroën Visa Trophée  | B      | ab. dans la 1re spéciale (rotule de suspension)                   | -             |
| 20 | Pavlos Moschoutis       | « Silef »               | Fiat 131 Abarth       | 4      | 7e à 1 h 27 min 04 s                                              | 7e            |
| 21 | Yoshio Iwashita         | Yoshimasa Nakahara      | Nissan Silvia         | 2      | disqualifiés (moteur non conforme) - étaient 9e à 1 h 58 min 26 s | -             |
| 33 | Michális Moschous       | Apostolos Pallas        | Nissan Violet 160J    | 4      | ab. dans la 41e spéciale (embrayage)                              | -             |
| 36 | Manolis Panagiotopoulos | Loris Varotsis          | Toyota Starlet        | 2      | 11e à 3 h 23 min 29 s                                             | 3e            |
| 47 | Tony Carello            | Giulio Rancatti         | Fiat 131 Abarth       | 4      | ab. dans la 9e spéciale (boîte de vitesses)                       | -             |
| 57 | Christian Dorche        | Bernard Martin-Dondoz   | Citroën Visa Trophée  | B      | 12e à 3 h 28 min 30 s                                             | 1er           |
| 67 | Anastasios Gemenis      | Ioánnis Kepetzis        | Nissan Violet 160J    | 2      | 9e à 3 h 11 min 26 s                                              | 1er           |
| 68 | Fritz Heisler           | Walter Blieberger       | Ford Escort RS1800    | 2      | 10e à 3 h 15 min 20 s                                             | 2e            |

## Classements des championnats à l'issue de la course

### Constructeurs
- Attribution des points : 10, 9, 8, 7, 6, 5, 4, 3, 2, 1 respectivement aux dix premières marques de chaque épreuve, additionnés de 8, 7, 6, 5, 4, 3, 2, 1 respectivement aux huit premières de chaque groupe (seule la voiture la mieux classée de chaque constructeur marque des points). Les points de groupe ne sont attribués qu'aux concurrents ayant terminé dans les dix premiers au classement général.
- Seuls les sept meilleurs résultats (sur onze épreuves) sont retenus pour le décompte final des points.
- Sur onze épreuves qualificatives prévues pour le championnat du monde 1982, dix seront effectivement courues, le Rallye d'Argentine (programmé en juillet) ayant été annulé en cours de saison.

| Pos. | Marque          | Points | M-C  | POR  | SAF  | COR  | ACR  | NZ | ARG | BRE | FIN | SAN | RAC |
| ---- | --------------- | ------ | ---- | ---- | ---- | ---- | ---- | -- | --- | --- | --- | --- | --- |
| 1    | Opel            | 74     | 10+8 | 4+8  | 9+7  | 7+5  | 9+7  |    |     |     |     |     |     |
| 2    | Audi            | 58     | 9+7  | 10+8 | -    | 4+2  | 10+8 |    |     |     |     |     |     |
| 3    | Renault         | 32     | 6+4  | -    | -    | 10+8 | 3+1  |    |     |     |     |     |     |
| 4    | Nissan          | 30     | -    | -    | 10+8 | -    | 7+5  |    |     |     |     |     |     |
| 5    | Porsche         | 28     | 8+6  | -    | -    | 8+6  | -    |    |     |     |     |     |     |
| 6    | Ford            | 20     | -    | 7+5  | -    | -    | 1+7  |    |     |     |     |     |     |
| 7    | Toyota          | 16     | -    | 9+7  | -    | -    | -    |    |     |     |     |     |     |
| 7=   | Ferrari         | 16     | -    | -    | -    | 9+7  | -    |    |     |     |     |     |     |
| 9    | Citroën         | 14     | -    | 6+8  | -    | -    | -    |    |     |     |     |     |     |
| 10   | British Leyland | 12     | -    | -    | 5+7  | -    | -    |    |     |     |     |     |     |
| 11   | Subaru          | 10     | -    | -    | 4+6  | -    | -    |    |     |     |     |     |     |
| 11=  | Lancia          | 10     | -    | -    | -    | 2+8  | -    |    |     |     |     |     |     |
| 13   | Mitsubishi      | 8      | -    | -    | 3+5  | -    | -    |    |     |     |     |     |     |
| 14   | Fiat            | 6      | -    | -    | -    | -    | 4+2  |    |     |     |     |     |     |

### Pilotes
- Attribution des points : 20, 15, 12, 10, 8, 6, 4, 3, 2, 1 respectivement aux dix premiers de chaque épreuve.
- Seuls les sept meilleurs résultats (sur treize épreuves) sont retenus pour le décompte final des points.
- Sur treize épreuves qualificatives prévues pour le championnat du monde 1982, douze seront effectivement courues, le Rallye d'Argentine (programmé en juillet) ayant été annulé en cours de saison.

| Pos. | Pilote              | Marque        | Points | M-C | SUE | POR | SAF | COR | ACR | NZ | ARG | BRE | FIN | SAN | CIV | RAC |
| ---- | ------------------- | ------------- | ------ | --- | --- | --- | --- | --- | --- | -- | --- | --- | --- | --- | --- | --- |
| 1    | Walter Röhrl        | Opel          | 72     | 20  | 12  | -   | 15  | 10  | 15  |    |     |     |     |     |     |     |
| 2    | Michèle Mouton      | Audi          | 52     | -   | 8   | 20  | -   | 4   | 20  |    |     |     |     |     |     |     |
| 3    | Shekhar Mehta       | Nissan        | 30     | -   | -   | -   | 20  | -   | 10  |    |     |     |     |     |     |     |
| 4    | Per Eklund          | Saab, Toyota¹ | 25     | -   | 10  | 15¹ | -   | -   | -   |    |     |     |     |     |     |     |
| 5    | Stig Blomqvist      | Audi          | 20     | -   | 20  | -   | -   | -   | -   |    |     |     |     |     |     |     |
| 5=   | Jean Ragnotti       | Renault       | 20     | -   | -   | -   | -   | 20  |     |    |     |     |     |     |     |     |
| 7    | Guy Fréquelin       | Porsche       | 16     | 10  | -   | -   | -   | 6   | -   |    |     |     |     |     |     |     |
| 7=   | Bruno Saby          | Renault       | 16     | 8   | -   | -   | -   | 8   | -   |    |     |     |     |     |     |     |
| 9    | Hannu Mikkola       | Audi          | 15     | 15  | -   | -   | -   | -   | -   |    |     |     |     |     |     |     |
| 9=   | Ari Vatanen         | Ford          | 15     | -   | 15  | -   | -   | -   | -   |    |     |     |     |     |     |     |
| 9=   | Jean-Claude Andruet | Ferrari       | 15     | -   | -   | -   | -   | 15  | -   |    |     |     |     |     |     |     |
| 12   | Jean-Luc Thérier    | Porsche       | 12     | 12  | -   | -   | -   | -   | -   |    |     |     |     |     |     |     |
| 12=  | Franz Wittmann      | Audi          | 12     | -   | -   | 12  | -   | -   | -   |    |     |     |     |     |     |     |
| 12=  | Mike Kirkland       | Nissan        | 12     | -   | -   | -   | 12  | -   | -   |    |     |     |     |     |     |     |
| 12=  | Bernard Béguin      | Porsche       | 12     | -   | -   | -   | -   | 12  | -   |    |     |     |     |     |     |     |
| 12=  | Henri Toivonen      | Opel          | 12     | -   | -   | -   | -   | -   | 12  |    |     |     |     |     |     |     |
| 17   | Carlos Torres       | Ford          | 10     | -   | -   | 10  | -   | -   | -   |    |     |     |     |     |     |     |
| 17=  | Tony Pond           | Nissan        | 10     | -   | -   | -   | 10  | -   | -   |    |     |     |     |     |     |     |